# 平米法
平米法又稱均徵加耗法或折徵加耗法，是明代周忱創行於江南，用於調整賦役。
明代苏州、松江等府田赋繁重，负担極不平均，造成农民相率逃亡。宣德五年，戶部右侍郎周忱巡撫江南，總督稅糧。周忱創建平米法，所謂的平米是將正粮与耗米合称平米。規定各府的官田、民田科均不變，田主無論大小，一律繳納耗米，并在其基礎上調整數額，多減少補。百姓因此大為方便。
周忱的改革觸及地方豪強的利益，在朝廷也遭到大臣反對。正统七年（1442年），豪强尹崇禮為阻挠新法，讦吿周忱不应多征耗米，奏请朝廷追究。于是周忱被迫停止平米法的推行。不久又繼續執行。正統九年，給事中李素等人彈劾周忱“妄意变革，专擅科敛”，周忱則上疏自辯。對此英宗並不予追問。景泰元年（1450），应天府豪民彭守學攻击周忱“多收耗米”，又說他“变卖银两，假公花销，任其所为，不可胜计”。户部竟奏请“分往各处查究追征”。景泰二年八月，周忱被迫致仕。
嘉靖十六年（1537年），巡抚欧阳铎和苏州知府王儀在平米法的基础上创行徵一法。